# Темне дзеркало
«Темне дзеркало» (англ. Look Away) — американський трилер 2018 року про дівчину, яка помінялась місцями зі своїм відображенням у дзеркалі.

## Сюжет
Дівчина Марія не має популярності у школі, над нею весь час насміхаються однолітки. Вдома головна героїня також не отримує підтримки. У Марії є єдина подруга Лілі, але вона їй постійно заздрить.
Одного дня Марія чує голос від більш красивого та привабливого свого відображення в дзеркалі. Після чергового приниження дівчина погоджується помінятися з Яірам, щоб помститися кривдникам. Вона ламає коліно Марку, сприяє смерті Лілі. В клініці батько бачить агресивне налаштування доньки та пропонує зробити доньку більш досконалою. З розмови стає зрозуміло, що у Марії була сестра-близнючка, якої позбулися через її вади. Яірам вбиває Дена скальпелем.
З серії фотографій видно, що Марія і Яірам об'єднались з матір'ю.

## У ролях
| Актор               | Роль          |
| ------------------- | ------------- |
| Індіа Ейслі         | Марія/Яірам   |
| Міра Сорвіно        | Емі           |
| Джейсон Айзекс      | Ден           |
| Пенелопа Мітчелл    | Лілі          |
| Гаррісон Гілбертсон | Шон           |
| Крістен Гарріс      | Наомі         |
| Адам Гертіг         | вчитель       |
| Джон Мак-Дональд    | Марк          |
| Коннор Петерсон     | молодший брат |

## Створення фільму

### Виробництво
Зйомки фільму проходили в провінції Манітоба, Канада.

### Знімальна група
- Кінорежисер — Ассаф Бернштейн
- Сценарист — Ассаф Бернштейн
- Кінопродюсери — Ассаф Бернштейн, Бред Каплан, Гіора Каплан, Дана Ластіг
- Композитор — Маріо Грігоров
- Кінооператор — Педро Луке
- Кіномонтаж — Денні Рафік
- Артдиректор — Майк Малголл
- Художник-костюмер — Еврен Кейтлін
- Підбір акторів — Ненсі Нейор[3]

## Сприйняття
Фільм отримав змішані відгуки. На сайті Rotten Tomatoes оцінка стрічки становить 0 % на основі 5 відгуків від критиків (середня оцінка 4,6/10) і 73 % від глядачів із середньою оцінкою 4,0/5 (266 голосів). Фільму зарахований «гнилий помідор» від кінокритиків та «попкорн» від глядачів, Internet Movie Database — 6,2/10 (4 237 голосів).